# Luiz Garcia Jr.
Luiz Garcia Júnior (Brasília, 4 de maio de 1971) é um ex-automobilista brasileiro.

## Carreira
Iniciou sua carreira no automobilismo em 1991, disputando o campeonato brasileiro de Fórmula Ford 1600, onde foi campeão com 3 vitórias em 8 corridas.
Entre 1992 e 1993, correu na Fórmula Vauxhall e ainda participou de 2 temporadas da Fórmula 3 Britânica. Em 1996, foi vice-campeão da Fórmula 2.

## Indy Lights e CART
Para 1997, Luiz Garcia vai para os Estados Unidos, onde disputa a Indy Lights por 2 temporadas. Seu melhor desempenho na categoria foi em 1998, quando terminou o campeonato em 12º lugar, com 60 pontos pelas equipes Johansson Motorsports e Brian Stewart Racing, com uma vitória.
Em 1999, conseguiu uma vaga na equipe Payton/Coyne, que frequentava na época as últimas posições nos grids da da CART, num acordo feito durante a pré-temporada, na qual o brasileiro não participou. Pilotando um terceiro carro patrocinado pelos sucos Tang, pela Vasp e também pela Petrobras, o brasileiro se envolveu num acidente na primeira volta do GP de Homestead. Ele deixou a Payton/Coyne logo após o GP de Elkhart Lake e foi para a Hogan, formando dupla com Hélio Castroneves em 3 corridas.
Para a temporada de 2000, Luiz Garcia assinou com a Arciero, que juntamente com a Project Indy, formou a Arciero/Project Racing Group, que teria apenas um carro, patrocinado pela Hollywood (que patrocinara Maurício Gugelmin desde 1993 na CART e deixou a PacWest Racing também em 1999). Mesmo pilotando um carro que não era um dos melhores do grid, o brasiliense pontuou em 5 provas - destaque para o 11º obtido nas 500 Milhas de Michigan, sua melhor posição de chegada na CART. Ele, que terminou o campeonato em 27º, com 6 pontos, ainda venceu o concurso de melhor pintura da temporada.
Luiz Garcia ainda voltaria para a Dale Coyne em 2001, formando dupla com o alemão Michael Krumm. Eles, no entanto, disputaram apenas os GPs do México e de Long Beach. Revoltado com a falta de patrocínio, o brasileiro abandonou a CART.
Ainda correu na Stock Car Brasil em 2005, militando na parte inferior dos grids de largada. Seu último campeonato oficial como piloto foi na GT3, onde correu 2 provas. No mesmo ano, fez uma participação no filme Driven, juntamente com Sylvester Stallone.